# Massimo Freccia
Massimo Freccia, né le 19 septembre 1906 à Valdibure (Pistoia) et mort le 16 novembre 2004 à Ladispoli, est un chef d'orchestre italien.

## Biographie
Massimo Freccia naît le 19 septembre 1906 à Pistoia,.
Il étudie au Conservatoire de Florence puis à l'Académie de musique de Vienne, où il est élève de Franz Schalk,.
Entre 1933 et 1935, il est chef de l'Orchestre symphonique de Budapest. Il est ensuite invité à la Scala, où il dirige pendant trois ans, avant de faire ses débuts aux États-Unis en 1938,.
Entre 1939 et 1943, Massimo Freccia est directeur musical de l'Orchestre symphonique de La Havane, avant d'occuper le même poste à l'Orchestre philharmonique de La Nouvelle-Orléans de 1944 à 1952, puis à l'Orchestre symphonique de Baltimore entre 1952 et 1959,.
Entre 1947 et 1958, il est également invité régulièrement à la tête de l'Orchestre symphonique de la NBC,.
De retour en Italie, Massimo Freccia prend la direction de l'Orchestre symphonique de la RAI de Rome entre 1959 et 1965, et mène ensuite une carrière de chef invité,.
À la baguette, il est le créateur des Images hongroises de Bartók en 1932.
Massimo Freccia meurt le 16 novembre 2004 à Ladispoli, à l'âge de 98 ans,.